# 僧侣鞋

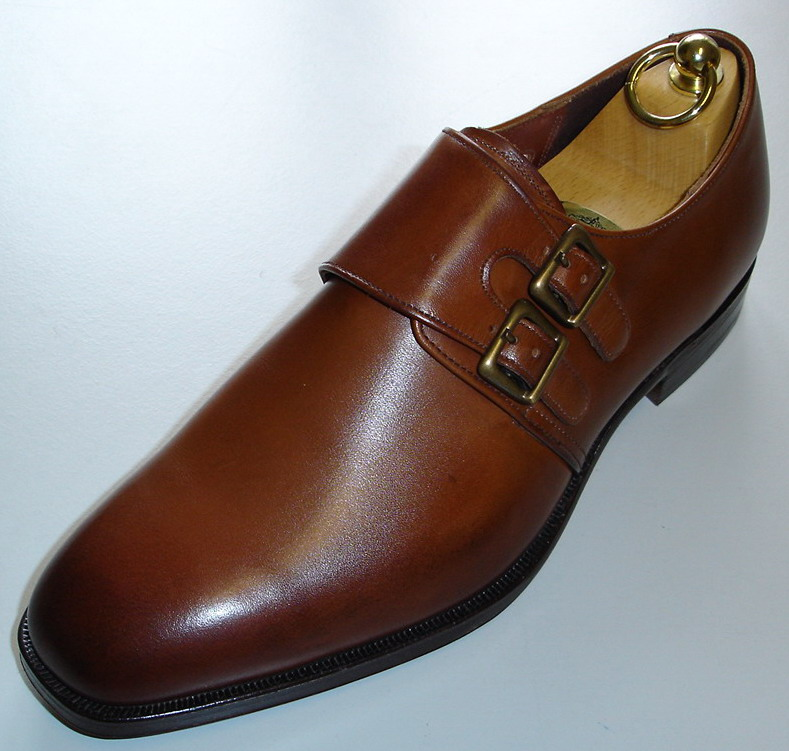
雙扣式僧侣鞋

僧侣鞋（monk shoes，也被叫做“孟克鞋”）是商务场所正式度第二高的正装皮鞋。它标志性的特征是横跨脚面、有金属扣环的横向搭带。僧侣鞋最早出现于系带鞋发明之前的时代，因此是西方最古老的鞋的种类之一。